# فرانسوا أوزون
فرانسوا أوزون (بالفرنسية: François Ozon)‏ مخرج وكاتب سيناريو فرنسي، من مواليد باريس 15 نوفمبر 1967 اخرج العديد من الأفلام القصيرة منها «الموت الصغير» (1995)، و«مشاهد سرير» (1997)، و«أكس 2000» (1998)أما أفلامه الطويلة؛ فتتضمن: «سيت كوم» (1998) و«حوض سباحة» (2003)، و«ملاك» (2007) و«الملجأ» (2009) الذي عُرض في «مهرجان دبي السينمائي الدولي».

## روابط خارجية
- فرانسوا أوزون على موقع IMDb (الإنجليزية)
- فرانسوا أوزون على موقع ميتاكريتيك (الإنجليزية)
- فرانسوا أوزون على موقع الموسوعة البريطانية (الإنجليزية)
- فرانسوا أوزون على موقع روتن توميتوز (الإنجليزية)
- فرانسوا أوزون على موقع مونزينجر (الألمانية)
- فرانسوا أوزون على موقع قاعدة بيانات الأفلام العربية
- فرانسوا أوزون على موقع ألو سيني (الفرنسية)
- فرانسوا أوزون على موقع تيرنر كلاسيك موفيز (الإنجليزية)
- فرانسوا أوزون على موقع أول موفي (الإنجليزية)
- فرانسوا أوزون على موقع قاعدة بيانات الأفلام السويدية (السويدية)